# Lozanne
Lozanne ist eine französische Gemeinde mit 3.182 Einwohnern (Stand: 1. Januar 2022) im Département Rhône in der Region Auvergne-Rhône-Alpes. Sie gehört zum Arrondissement Villefranche-sur-Saône und ist Teil des Kantons Anse. Die Einwohner werden Lozannais genannt.

## Geographie
Lozanne liegt im Weinbaugebiet Bourgogne am Fluss Azergues, in den hier die Brevenne mündet. Umgeben wird Lozanne von den Nachbargemeinden Saint-Jean-des-Vignes im Norden, Chazay-d’Azergues im Nordosten, Civrieux-d’Azergues im Osten, Dommartin im Süden und Südosten, Lentilly im Süden, Fleurieux-sur-l’Arbresle im Südwesten, Châtillon im Westen und Nordwesten sowie Belmont-d’Azergues im Westen.

## Bevölkerungsentwicklung
| Jahr                       | 1962 | 1968 | 1975 | 1982 | 1990 | 1999 | 2006 | 2012 |
| Einwohner                  | 780  | 896  | 1347 | 1704 | 1645 | 2157 | 2282 | 2483 |
| Quellen: Cassini und INSEE |      |      |      |      |      |      |      |      |

## Sehenswürdigkeiten
- romanische Kirche mit Glockenturm aus dem 13. Jahrhundert; vermutlich Ersatzbau eines frühzeitigen Kirchbaus aus dem 3./4. Jahrhundert

## Persönlichkeiten
- Pierre Rebut (1827–1902), Kakteengärtner in Chazay